# 중화인민공화국에서 검열된 인터넷 검색어
본 문서는 중화인민공화국에서 검열의 대상이 되는 인터넷 검색어를 나열해놓았다. 아래 목록은 해당 중국어를 한국어로 음역하여 나열되었다. 중국의 일부 검색엔진에서는 예외적으로 검색이 가능한 경우도 있으나 아래의 단어와 직접적인 연관이 되는 검색결과를 보여주지 않는 하에서 검색이 가능한 것이다.

## 일반
- 民主 (민주)
  - 바이두에서는 검색 가능
  - 소후에서는 검색 가능
- 人權 / 人权 (인권)
  - 바이두에서는 검색 가능
  - 소후에서는 검색 가능
  - 차단되지 않은 단어: 自由 (자유), 改革 (개혁), 選舉 / 选举 (선거), 多黨 / 多党 (다당), 平反 (평반)
- 獨裁 / 独裁 (독재)
  - 바이두에서는 검색 가능
  - 소후에서는 검색 가능
  - 차단되지 않은 단어: 法西斯(법서사) - 파시즘
- 專政 / 专政 (전정)
- 專制 / 专制 (전제)
- 反共 (반공)
- 共匪 (공비) - 국공 내전 당시 중국 국민당이 중국 공산당의 지도 아래 활동하던 게릴라를 비적(匪賊)이라고 비하한 것에서 유래된 말이라고 한다.
- 共惨党 (공참당)
- 群體滅絕 / 群体灭绝 (군체멸절)
- 鎮壓 / 镇压 (진압)
- 封鎖 / 封锁 (봉쇄)
- 勞教 / 劳教 (노교)
- 紅色恐佈 / 红色恐怖 (홍색공포) - 적색 테러
- 邪惡 / 邪恶 (사악)
- 流亡 (유망)

## 사건
- 中俄邊界 / 中俄边界 (중아변계) - 중국-러시아 국경
- 六四 (육사), 天安門事件 / 天安门事件 (천안문 사건) - 1989년 톈안먼 사건
- 一塌糊塗 / 一塌糊涂 (일탑호도) - 일탑호도 BBS
- 汕尾 (산미) - 2005년 둥저우 사건과 연관이 있음
- 蟻力神 / 蚁力神 (의력신)

## 위구르와 티베트
- 疆獨 / 疆独 (강독) - 위구르 독립
- 藏獨 / 藏独 (장독) - 티베트 독립
- 達賴 / 达赖 (달뢰), 達賴喇嘛 / 达赖喇嘛 (달뢰라마) - 달라이 라마

## 반체제 단체
- 단체 이름이 "민주"(民主)로 시작되거나 이름 중간에 "민주"가 들어가는 단체와 정당
- 天安門母親 / 天安门母亲 (천안문모친) - 천안문의 어머니회

## 반체제 인사
- 魏京生 (위경생) - 웨이징성
- 王丹 (왕단) - 왕단
- 吾爾開希 / 吾尔开希 (오이개희) - 우얼카이시
- 柴玲 (채령) - 차이링
- 封從德 / 封从德 (봉종덕) - 펑충더
- 刘晓波 / 劉曉波 (유효파) - 류샤오보
- 丁子霖 (정자림) - 딩쯔린
- 王若望 (왕약망) - 왕뤄왕
- 劉賓雁 / 刘宾雁 (유빈안) - 류빈얀
- 吳弘達 / 吴弘达 (오홍달) - 우훙다
- 司徒華 / 司徒华 (사도화) - 세토화
- 張戎 / 张戎 (장융) - 《마오: 알려지지 않은 이야기들》의 저자 융창

## 정치인
- 江澤民 / 江泽民 (강택민) - 장쩌민
- 江賊 / 江贼 (강적), 賊民 / 贼民 (적민), 江賊民 (강적민), 江流氓 (강유맹) - 장쩌민을 산적에 빗대어 부르는 말
- 江羅 / 江罗 (강라) - 장쩌민과 뤄간
- 趙紫陽 / 赵紫阳 (조자양) - 자오쯔양

## 반체제 언론
- 大參考 / 大参考 (대참고)
- 博訊 / 博讯 (박신), peacehall (피스홀) - 보쉰
- 華夏文摘 / 华夏文摘 (화하문적)
- 多維 / 多维 (다유)
- 紀元 / 纪元 (기원), 大紀元 / 大纪元 (대기원) - 대기원시보
- 自由亞洲 / 自由亚洲 (자유아주), 自由亞洲電臺 / 自由亚洲电台 (자유아주전대) - 자유아시아방송
- 人民報 / 人民报 (인민보)
- 美國之音 / 美国之音 (미국지음) - 미국의 소리

## 파룬궁
- 法輪功 / 法轮功 (법륜공), 法輪 / 法轮 (법륜), 輪功 / 轮功 (윤공), 輪大 / 轮大 (윤대) - 파룬궁
- 大法 (대법)
- 洪志 (홍지) - 파룬궁의 창시자 리훙즈
- 弟子 (제자)
- 真善忍 (진선인) - 파룬궁의 기본 원리
- 明慧 (명혜) - 파룬궁 공식 홈페이지

## 타이완
- 民進黨 / 民进党 (민진당) - 민주진보당

## 포르노그래피
- 花花公子 (화화공자) - 플레이보이

## 기타
- 東方紅時空 / 东方红时空 (동방홍시공)
- 九評共產黨 / 九评共产党 (구평공산당) - 구평공산당
- 不為人知的故事 / 不为人知的故事 (불위인지적고사) - 《마오: 알려지지 않은 이야기들》
- 李志綏 / 李志绥 (이지수) - 《모택동의 사생활》의 저자 리즈수이
- 支那 (지나) - 지나